# Hesperia Planum
Hesperia Planum és una formació geològica de tipus planum a la superfície de Mart, localitzada amb el sistema de coordenades planetocèntriques a -7.99 latitud N i 121.42 ° longitud E, que fa 1.601,73 km de diàmetre. El nom va ser aprovat per la UAI l'any 1973 i fa referència a una característica d'albedo.